# Coussarea frondosa
Coussarea frondosa är en måreväxtart som beskrevs av Spencer Le Marchant Moore. Coussarea frondosa ingår i släktet Coussarea och familjen måreväxter. Inga underarter finns listade i Catalogue of Life.